# LIV Festival del Huaso de Olmué
El LIV Festival del Huaso de Olmué, también conocido como Olmué 2025, fue un evento que se llevó a cabo entre el jueves 16 y el domingo 19 de enero de 2025 en el Anfiteatro El Patagual en la comuna de Olmué, Región de Valparaíso. La conducción estuvo a cargo de los presentadores de televisión María Luisa Godoy y Eduardo Fuentes.

## Antecedentes
El primer artista confirmado para el festival fue el cantautor argentino Diego Torres, a principios de noviembre de 2024. Al mes siguiente, la programación completa del festival fue anunciada. Por décima edición consecutiva, la transmisión por televisión estuvo a cargo de TVN. Eduardo Fuentes cumple la función de animador del festival por tercera vez consecutiva mientras que María Luisa Godoy vuelve a animar el certamen por primera vez en más de diez años, tras animarlo en 2011 y 2012.

## Artistas

### Musicales
- Diego Torres
- Lucybell
- Los Mensajeros
- Ke Personajes
- Porto Seguro
- A Los 4 Vientos
- Luis Jara
- Paula Rivas
- Los Jaivas
- Saiko

### Humor
- Ignacio Socías
- Claudio Michaux
- Yolanda Carmín
- Mauricio Palma

## Programación
|  | Obertura               |
|  | Artista musical        |
|  | Humor                  |
|  | Competencia folclórica |

### Día 1 (Jueves 16)
| N.º | Artista                                         | Género                                                | Lista de canciones |
| --- | ----------------------------------------------- | ----------------------------------------------------- | --- |
| O   | Ballet Folclórico Nacional (BAFONA)             | Obertura                                              | Obertura |
| 1   | Diego Torres                                    | Cantautor de pop latino, balada romántica y pop rock. | Ver lista 1. «Deja de pedir perdón» 2. «Alba» 3. «Usted» 4. «Color esperanza» 5. «Sueños» 6. «Abriendo caminos» 7. «Andando» 8. «Penélope» (original de Joan Manuel Serrat) 9. «Tratar de ser mejor» 10. «Déjame estar» 11. «Un poquito» 12. «Mejor que ayer» |
| 2   | Ignacio Socías                                  | Humor                                                 | Humor |
| 3   | Los Gualaichos                                  | Competencia folclórica                                | «No me olvides, palomita» |
| 4   | Flor de Chilenas                                | Competencia folclórica                                | «48 compases» |
| 5   | Susana Angelica, María Teresa y Grupo Milicochi | Competencia folclórica                                | «Corazón de organillero» |
| 6   | María Esther Zamora y Los Vitokos               | Competencia folclórica                                | «María Esther» |
| 7   | Lucybell                                        | Banda de rock alternativo y pop rock.                 | Ver lista 1. «Sálvame la vida» 2. «Fé» 3. «De este añor no sabrás huir» 4. «Milagro» 5. «Carnaval» 6. «Mataz» 7. «A perderse» 8. «Cuando respiro en tu boca» 9. «Mil caminos»                                                                                 |

### Día 2 (Viernes 17)
| N.º | Artista                         | Género                                      | Lista de canciones |
| --- | ------------------------------- | ------------------------------------------- | --- |
| O   | Los Mensajeros                  | Obertura                                    | Obertura |
| 1   | Ke Personajes                   | Grupo de cumbia argentina y cumbia villera. | Ver lista 1. «Mojada» 2. «Hey» 3. «Intento» 4. «Ya no vuelvas» 5. «Piel» 6. «Por Dios que no» 7. «Entre el amor y el odio» (original de Kalientes) 8. «Otro día más (Otro día más sin verte)» (original de Jon Secada) 9. «Como la flor» (original de Selena) 10. «Ojitos rojos» 11. «Adiós amor» (original de Los Dareyes de la Sierra/Christian Nodal) 12. «Oye mujer» (original de Raymix y Juanes) 13. «Un finde» 14. «Costumbres» (original de Rocío Dúrcal y Juan Gabriel) 15. «Pobre corazón» (original de Divino) |
| 2   | Claudio Michaux                 | Humor                                       | Humor |
| 3   | Los Patiperros                  | Competencia folclórica                      | «La antorcha encendida» |
| 4   | Sergio Veas y Los 4 Vientos     | Competencia folclórica                      | «Ojos bellos» |
| 5   | Miguel Ángel Pellao y Curiwuen  | Competencia folclórica                      | «Sangre de vida» |
| 6   | Daniel Veliz y Grupo Los Bravos | Competencia folclórica                      | «Alleguese Don Humberto» |
| 7   | Porto Seguro                    | Grupo de axé                                | Ver lista 1. «Dança do vampiro» 2. «Ou da ou desce» 3. «Maionese (Mayonesa)» 4. «Ta dominado» 5. «Tira a camisa» 6. «Maozinha» 7. «Aí se eu te pego» (original de Michel Teló) 8. «Bailar de a dos» |

### Día 3 (Sábado 18)
| N.º | Artista                           | Género                                          | Lista de canciones |
| --- | --------------------------------- | ----------------------------------------------- | --- |
| O   | A los 4 Vientos                   | Obertura                                        | Ver lista 1. «El Marinero» 2. «Se Te Descontrola el Corazón» 3. «Culpable o No» (original de Luis Miguel) 4. «Esa Chiquilla Que Baila» (original de Rosa Vasconcelos) 5. «No Te Pude Arrancar» 6. «Bajo el Sombrero» 7. «Ya Te Olvidé» (original de Marco Antonio Solís) |
| 1   | Luis Jara                         | Cantante de pop latino y balada romántica.      | Ver lista 1. «Quiero amanecerte» 2. «Amor prohibido» 3. «Qué puedo hacer» 4. «Me hace falta tu amor» 5. «Envidia» 6. «El triste» (original de José José) 7. «Amor por ti» 8. «A rodar mi vida» (original de Fito Páez) 9. «No tengo dinero» (original de Juan Gabriel) 10. «Invéntame» 11. «Volare» 12. «No sé olvidarte» 13. «No sabía» 14. «Mañana» 15. «Ámame» 16. «Cerca» 17. «Un golpe de suerte» |
| 2   | Yolanda Carmín                    | Humor                                           | Humor |
| 3   | Los Gualaichos                    | Semifinal Competencia folclórica                | «No me olvides, palomita» |
| 4   | María Esther Zamora y Los Vitokos | Semifinal Competencia folclórica                | «María Esther» |
| 5   | Los Patiperros                    | Semifinal Competencia folclórica                | «La antorcha encendida» |
| 6   | Sergio Veas y Los 4 Vientos       | Semifinal Competencia folclórica                | «Ojos bellos» |
| 7   | Paula Rivas                       | Cantante de cumbia, música tropical y ranchera. | Ver lista 1. «No voy a llorar» 2. «Amigos simplemente amigos» (original de Ana Gabriel) 3. «Ahora vienes a llorar» 4. «Como te voy a olvidar» (origina de Los Ángeles Azules) 5. «Como yo ninguna» 6. «Nunca es suficiente» (original de Natalia Lafourcade) 7. «Cariñito» (original de Los Hijos del Sol) 8. «No me olvidarás» 9. «Paisaje» (versión original en italiano de Franco Simone) 10. «Qué agonía» (original de Yuridia) 11. «Ya no» (original de Lucero) 12. «A esa» (original de Pimpinela) 13. «Herida» (original de Myriam Hernández) 14. «Ya te olvidé» (original de Yuridia) |

### Día 4 (Domingo 19)
| N.º | Artista                                    | Género                                                              | Lista de canciones |
| --- | ------------------------------------------ | ------------------------------------------------------------------- | --- |
| O   | Campeones de la Cueca y De Pata en Quincha | Obertura                                                            | Ver lista 1. «La Cogote Pela'o» (versión de Silvanita y Los del Quincho) 2. «Sáquense Los Guantes» (versión de Silvanita y Los del Quincho) 3. «La Flor de la Verbena» 4. «Esa Chiquilla Que Baila» 5. «Mándame a Quitar La Vida» 6. «Negrito del Alma» (canción de Maihuen de Los Ángeles) |
| 1   | Los Jaivas                                 | Banda de rock progresivo, fusión latinoamericana y folclor chileno. | Ver lista 1. «Que o la tumba serás» 2. «Valparaíso» (original de Osvaldo Rodríguez) 3. «Ayer caché» (junto a Coro de la Universidad Técnica Federico Santa María) 4. «Aria de Bachianas Brasileiras No. 5» (obra de Heitor Villa-Lobos, con la soprano Pilar Aguilera) 5. «Indio hermano» (con Nano Stern) 6. «Hijos de la tierra» 7. «Pregón para iluminarse» 8. «Todos juntos» (con Nano Stern) 9. «Mambo de Machaguay» |
| 2   | Mauricio Palma                             | Humor                                                               | Humor |
| 3   | Los Patiperros                             | Competencia folclórica (ganadores)                                  | «La antorcha encendida» |
| 4   | Saiko                                      | Banda de pop rock y synth pop.                                      | Ver lista 1. «Debilidad» 2. «La fábula» 3. «Happy hour» 4. «Azar» 5. «Amor que no es» 6. «Estrechez de corazón» (original de Los Prisioneros) 7. «Limito con el sol» 8. «Lo que mereces» |

## Competencia folclórica
A continuación aparecen las ocho canciones seleccionadas para participar en la competencia junto con sus respectivos resultados.
| Título                    | Intérprete(s)                                   | Autor(a)              | Final     |
| ------------------------- | ----------------------------------------------- | --------------------- | --------- |
| «La antorcha encendida»   | Los Patiperros                                  | Los Patiperros        | Ganador   |
| «Ojos bellos»             | Sergio Veas y Los 4 Vientos                     | Iván Saravia          | 2.° Lugar |
| «María Esther»            | María Esther Zamora y Los Vitokos               | Victor Hugo Campusano | 3.° Lugar |
| «No me olvides, palomita» | Los Gualaichos                                  | Juan Jujihara         | 4.° Lugar |
| «Corazón de organillero»  | Susana Angélica, María Teresa y Grupo Milicochi | Marco Antonio Sáez    | No avanza |
| «48 compases»             | Flor de Chilenas                                | Ignacio Leiva         | No avanza |
| «Sangre de vida»          | Miguel Ángel Pellao y Curiwuen                  | René Arevalo          | No avanza |
| «Alleguese Don Humberto»  | Daniel Veliz y Grupo Los Bravos de Talca        | Daniel Veliz          | No avanza |

## Jurado
- Kristel Meyer
- Monserrat Álvarez
- Valentina Reyes
- Carolina Molina, «La Rancherita»
- Néstor Aburto[7]

## Audiencia
Noche más vista.
     Noche menos vista.
| Noche | Día     | Fecha               | Horario       | Índice de audiencia | Puesto diario |
| ----- | ------- | ------------------- | ------------- | ------------------- | ------------- |
| 1     | Jueves  | 16 de enero de 2025 | 21:44 - 02:21 | 7,6                 | Sexto         |
| 2     | Viernes | 17 de enero de 2025 | 21:45 - 02:03 | 11,3                | Primero       |
| 3     | Sábado  | 18 de enero de 2025 | 21:46 - 02:12 | 10,5                | Primero       |
| 4     | Domingo | 19 de enero de 2025 | 21:47 - 02:24 | 12,6                | Primero       |